# Trimerellida

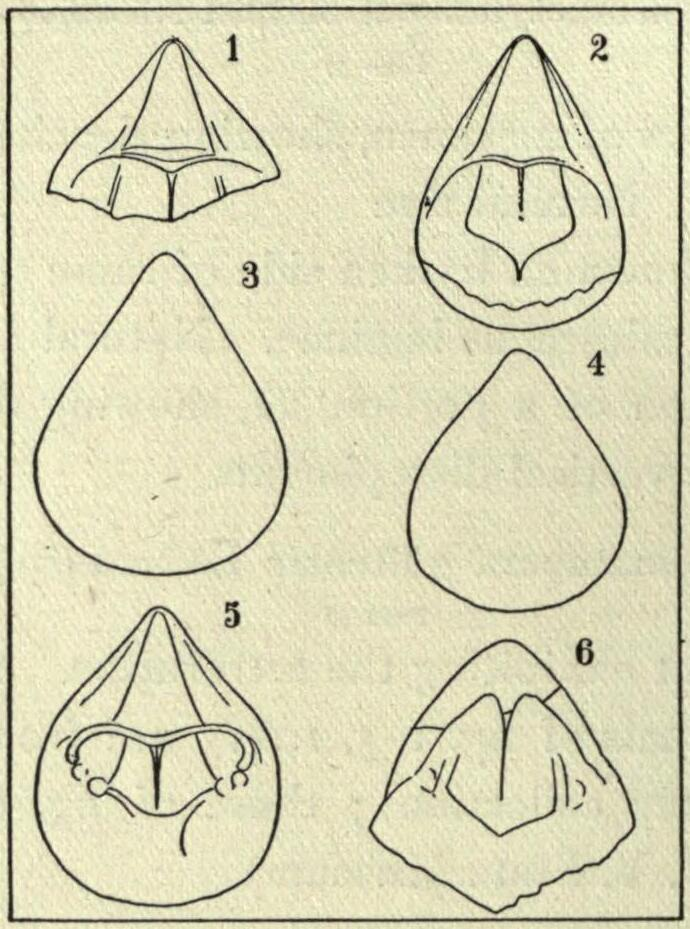
Sylurski (wenlocki?) trimerellid Monomerella noveboracorum Clarke & Ruedemann, 1903 (Shelby, hrabstwo Orleans, stan Nowy Jork) – skorupka brzuszna (1, 2, 5: wnętrze; 3, 4: zewnętrze; 6: ośródka); widoczna interarea oraz platforma w przedniej części skorupki

Trimerellida – wymarły rząd ramienionogów, znany z ordowiku i syluru.

## Charakterystyka
Trimerellida należą do podtypu Craniiformea. Ich muszla zbudowana była z węglanu wapnia, najprawdopodobniej z aragonitu, co jest jedynym takim przypadkiem wśród ramienionogów (inne ramienionogi mają muszle kalcytowe lub fosforanowe). Muszle były gruboskorupowe, najczęściej gładkie, a obie skorupki były wypukłe, choć w różnym stopniu. Nierzadko odznaczały się gigantyzmem (większymi rozmiarami niż zwykle ramienionogi, to znaczy największe trimerellidy miały do 20 cm długości). Cechą charakterystyczną rzędu jest rozwój specyficznych struktur (wyniesień w tylnej części muszli, ang. platforms and vaults). W ewolucji trimerellidów ma miejsce trend do zwiększania stopnia podniesienia tych struktur nad dno pozostałej części skorupki: pierwsze rodzaje o takiej morfologii pojawiły się w kacie, a stały się dominujące w sylurze.
Trimerellidy znajdowane są zwykle w formie masowych monospecyficznych nagromadzeń, podobnych do raf, z których niektóre odpowiadają pozycji przyżyciowej tych zwierząt. U tych ramienionogów nie ma żadnych śladów obecności nóżki, nawet u młodych osobników, co oznacza, że najprawdopodobniej za życia ich muszle spoczywały wolno na dnie morza, dziobem do dołu.
Rząd Trimerellida Gorjansky & Popov, 1985 obejmuje jedną nadrodzinę Trimerelloidea Davidson & King, 1872 z 24 rodzajami.

## Galeria

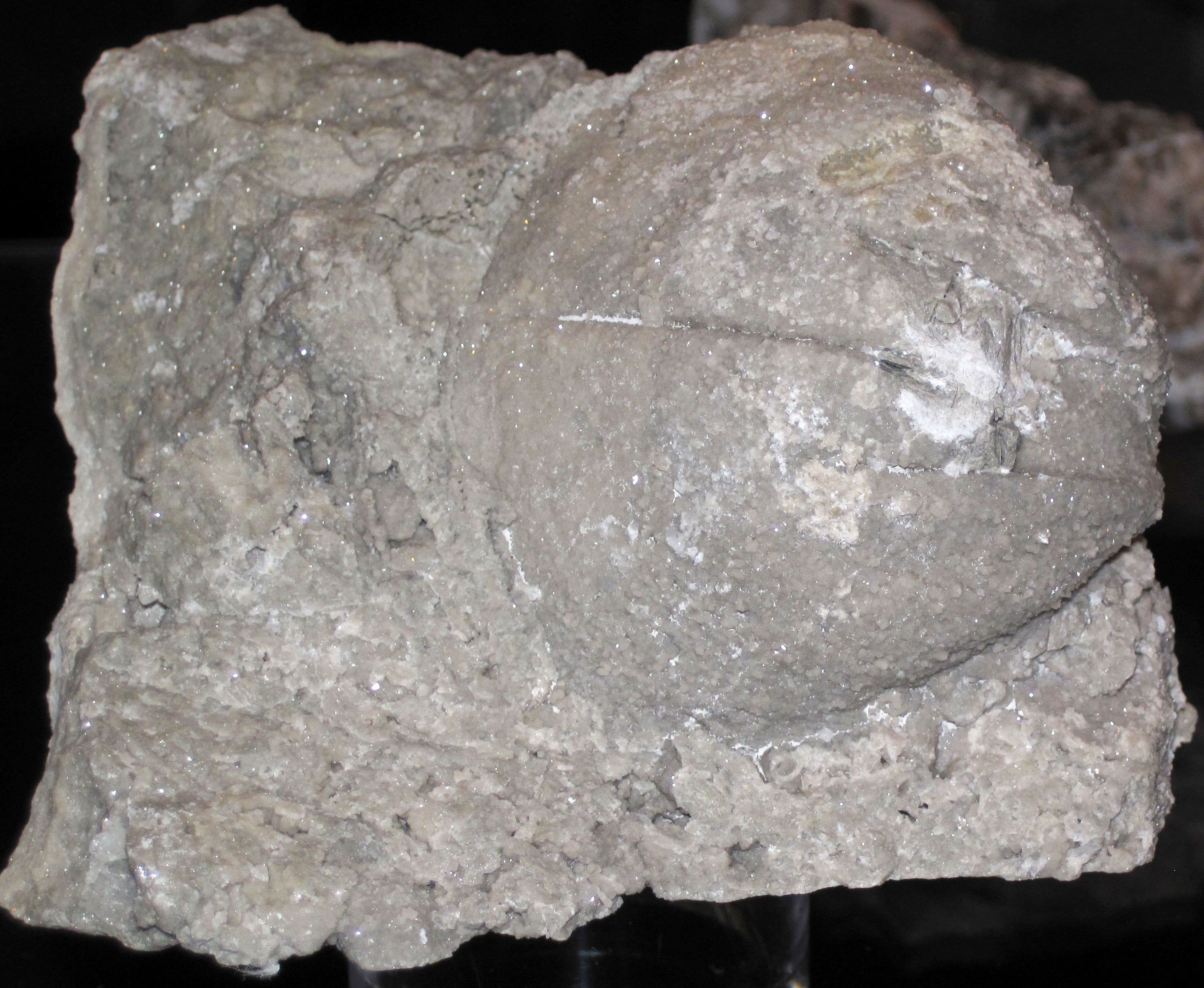
Sylurska Trimerella ohioensis Meek, 1871 – ośródka: widoczne odciski platformy w tylnej części muszli (po prawej stronie zdjęcia)
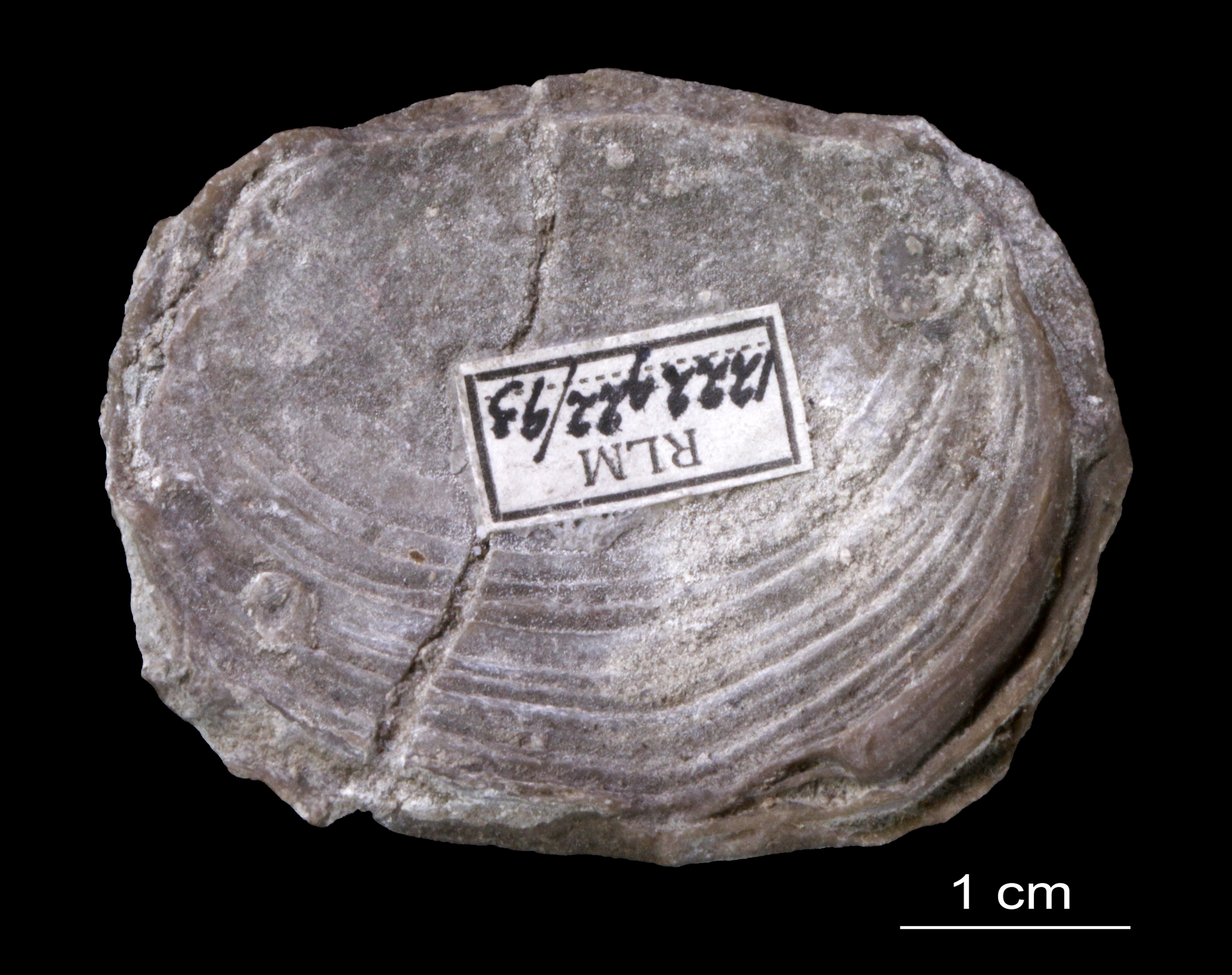
Sylurski trimerellid Dinobolus davidsoni (Salter, 1853) z Gotlandii, widok muszli od strony skorupki grzbietowej
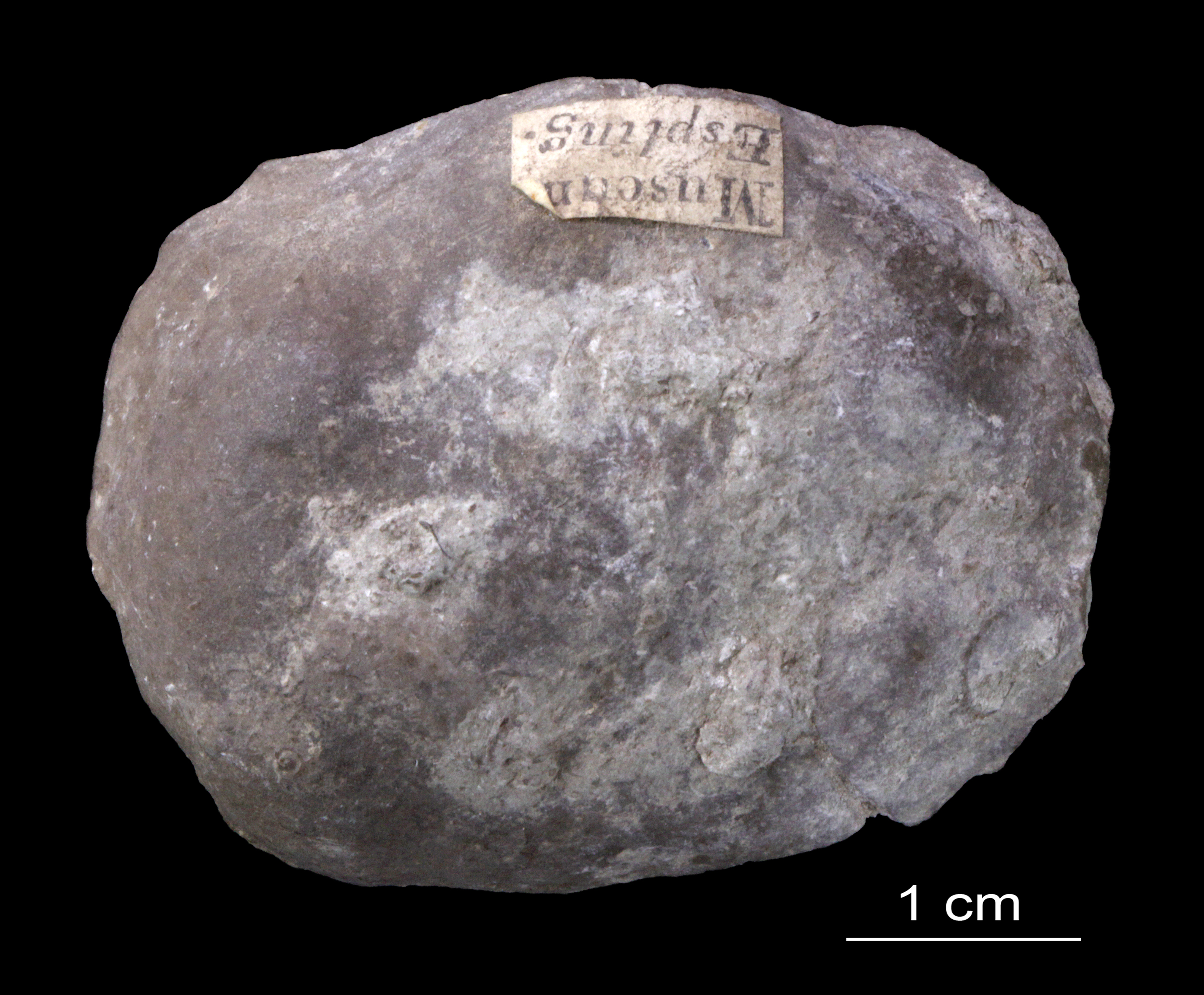
Dinobolus davidsoni, widok muszli od strony skorupki brzusznej

## Rozmieszczenie
Trimerellidy znane są od sandbu (późnego ordowiku) do ludlowu. Ich centrum różnorodności znajdowało się na obszarach, odpowiadających dziś Kazachstanowi, południowym Chinom i Australii. Stamtąd w karadoku rozprzestrzeniły się w inne regiony, w tym na szelfy paleokontynentu Baltiki.
Trimerellidy były ograniczone do ówczesnej strefy tropikalnej (między 30° paleoszerokości geograficznej północnej i południowej).